# 盐城市第一中学
33°19′49.6″N 120°9′11.4″E / 33.330444°N 120.153167°E
盐城市第一中学创建于1923年，前身盐城县初级中学，是盐城市第一所公立中学，也是首批江苏省四星级高中。
1990年，盐城市第一中学首批通过江苏省重点高中评估验收；2001年，通过国家级示范性高中评估验收；2003年11月，顺利转评为江苏省首批四星级高中。学校有多名学生参加全国和省级数学、物理等学科竞赛获多次一等奖，有很多优秀学子进入清华大学、北京大学等著名高等学府深造。
1983年，学校更名为盐城市第一中学。1999年，初中部停止招生，2000年，初中部设立盐城市亭湖初级中学，2006年，再次改名盐城市第一初级中学，后于2011年与盐城市第二小学老校区合并为盐城市毓龙路实验学校。